# The Black Panther's Cub
The Black Panther's Cub è un film muto del 1921 diretto da Émile Chautard. Adattata per lo schermo da Philip Bartholomae, la sceneggiatura si basava su una storia breve dallo stesso titolo di Ethel Donoher ispirata liberamente a una poesia Algernon Charles Swinburne.
Il film fu prodotto da William K. Ziegfeld, il fratello minore del famoso impresario Florenz Ziegfeld.

## Trama

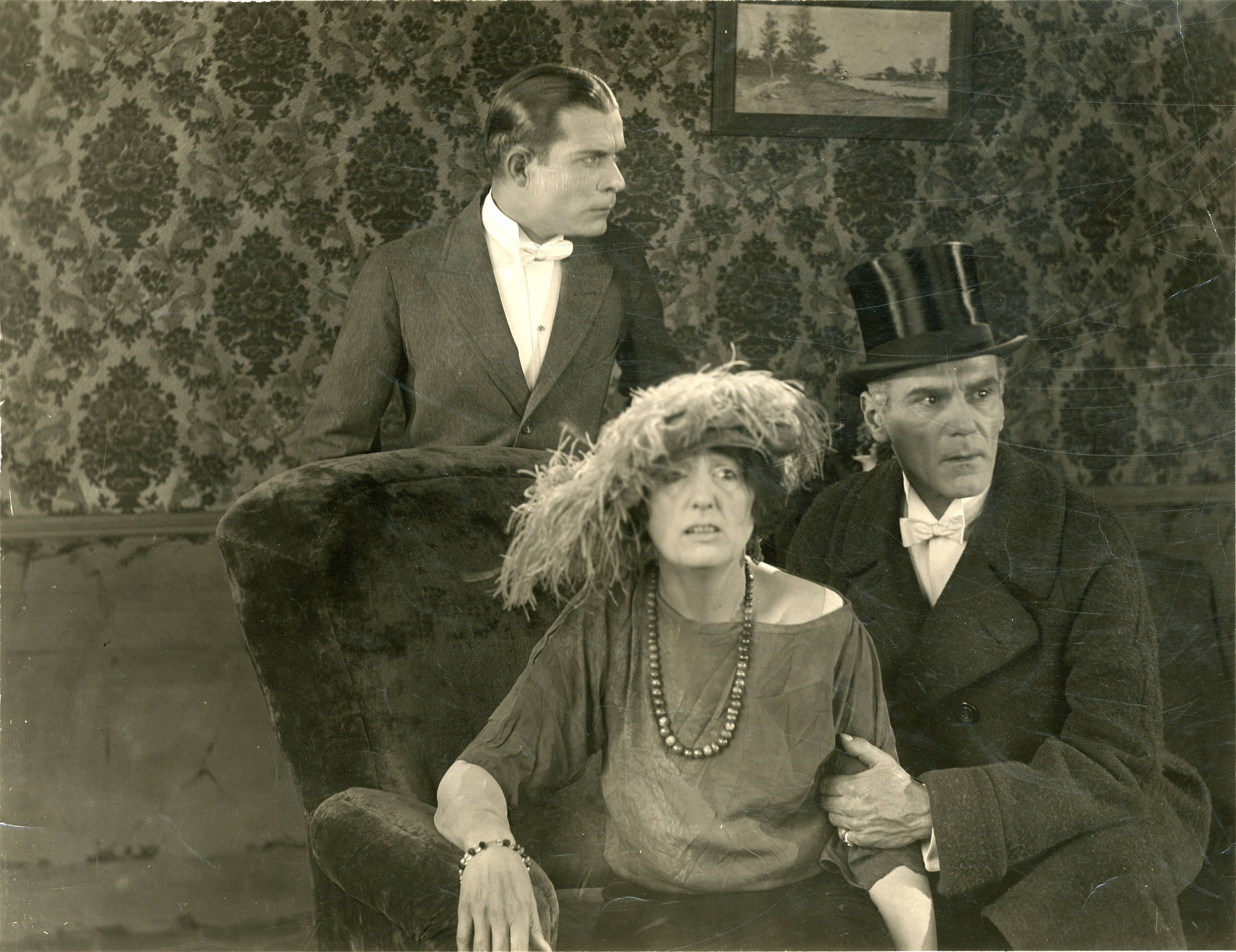
Earle Foxe, Florence Reed, Norman Trevor

A Parigi, Mary Maudsley, figlia della Pantera Nera, una pericolosa mangiatrice di uomini e tenutaria di una sala da gioco, cresce insieme al conte di Maudsley, suo padre adottivo che crede che, tenendola lontana dalla madre, la giovane non subirà la sua cattiva influenza. Quando il suo tutore muore, Mary scopre chi era sua madre. Lord Maudsley, il figlio del conte, per affrontare i grossi debiti che ha contratto, fa credere alla ragazza che il vero responsabile delle sue difficoltà finanziarie sia il padre morto e, per ottenere dei soldi facili, la convince a riaprire la casa da gioco. I vecchi frequentatori del club, quando la vedono, la scambiano per la madre, meravigliandosi di come sia sempre giovane e bellissima. Quando Mary incontra finalmente sua madre, vede una donna stanca e anziana. Il suo destino la porterà a una brutta fine. Mary, in seguito, perdonerà Maudsley di averla ingannata e i due innamorati potranno cominciare una vita insieme.

## Produzione
Il film fu prodotto dalla Ziegfeld Cinema Corporation.

## Distribuzione
Il copyright del film, richiesto dalla Ziegfeld Cinema Corp., fu registrato il 7 marzo 1921 con il numero LU16407.
Distribuito dalla Equity Pictures Corporation, il film uscì nelle sale cinematografiche statunitensi il 15 maggio 1921. In Francia prese il titolo di La Panthère noire, distribuito il 31 marzo 1922. Come A Pantera Negra, il 16 luglio 1926 uscì in Portogallo.
Non si conoscono copie ancora esistenti della pellicola che viene considerata presumibilmente perduta.